# 若埃尔·让诺
若埃尔·让诺（法語：Joël Jeannot，1965年9月23日—），法国男子田径、自行车运动员。他曾代表法国参加1996年、2000年、2004年、2012年和2016年夏季残疾人奥林匹克运动会，获得二枚金牌、一枚银牌和二枚铜牌。